# Phaeanthus splendens
Phaeanthus splendens är en kirimojaväxtart som beskrevs av Friedrich Anton Wilhelm Miquel. Phaeanthus splendens ingår i släktet Phaeanthus och familjen kirimojaväxter. Inga underarter finns listade i Catalogue of Life.